# Шумерски език
Шумерският език (𒅴𒂠) е древен език на шумерите, на който се е говорило в Южна Месопотамия от 4-то хилядолетие пр.н.е. до около 20 век пр.н.е.
Считан за най-древния език на Земята (с писмени доказателства), той постепенно е изместен и заменен от акадския в разговорната реч, но продължава да се използва като свещен и богослужебен (литургичен) и научен до самото начало на нашата (новата) ера.